# Бережная (Бестужевское сельское поселение)
Бережная — деревня в Устьянском районе Архангельской области.

## География
Находится в южной части Архангельской области на расстоянии приблизительно 68 км на север-северо-восток по прямой от административного центра района поселка Октябрьский на левом берегу реки Устья.

## История
В 1859 году здесь (деревня Вельского уезда Вологодской губернии) было учтено 19 дворов. До 2022 года входила в Бестужевское сельское поселение до его упразднения.

## Население
Численность населения: 130 человек (1859 год), 307 (русские 98 %) в 2002 году, 285 в 2010.